# 小野綱手
小野 綱手（おの の つなて）は、奈良時代の貴族・歌人。官位は従五位下・上野守。

## 経歴
天平12年（740年）外従五位下に叙せられ、天平15年（743年）内蔵頭に任ぜられる。天平18年（746年）上野守となり地方官に遷り、翌日従五位下に叙爵している、その後の消息は不明。
また『万葉集』によれば、同じ天平18年に元正天皇の雪の宴に参じ、綱手は藤原豊成・巨勢奈弖麻呂・大伴牛養ら17名と共に歌を作り天皇に上奏したが、手落ちがあり記録されず、漏失してしまったという。

## 官歴
『続日本紀』による。
- 天平12年（740年]）11月20日：外従五位下
- 天平15年（743年）6月30日に内蔵頭
- 天平18年（746年）4月21日に上野守。4月22日：従五位下